# Свенониус, Иэн
Йэн Свенониус (англ. Ian Svenonius; род. 1968) — американский музыкант, вокалист и оратор, участник ряда вашингтонских групп, таких как Nation of Ulysses, The Make-Up, Weird War и Chain and The Gang. В рамках этих проектов Свенониус выпустил в свет более 15 долгоиграющих пластинок и более, чем 20 синглов, EP и сплитов. Свенониус является публикуемым автором и ведет онлайн ток-шоу.
Особенностью музыкальной карьеры Свенониуса является театрализованность, гротескность происходящего на сцене (и за её пределами). Первая группа Йэна, Nation of Ulysses была основана в 1988 году и стала заметным и важным явлением на вашингтонской панк сцене. Группа распалась в 1992 году, в процессе записи третьего студийного альбома. После краткосрочного сайд-проекта Cupid Car Club, Свенониус основал группу The Make-Up в 1995, которая комбинировала в своем творчестве гаражный рок, соул и так называемую «теологию освобождения». Получившуюся смесь концепций музыканты прозвали «Gospel Yeh-Yeh». The Make-Up dissolved early in 2001, and a year later, Svenonius formed the band Weird War, who were also known briefly as the Scene Creamers, in which he is still active. Svenonius' solo work includes the 2001 album Play Power under the fictional pseudonym of David Candy, the book The Psychic Soviet, and as host of Soft Focus on VBS.tv. Все проекты Свенониуса, тексты его песен и эссе объединяет левая, антиавторитарная марксистская риторика.

## Музыкальные проекты

### Nation of Ulysses
Первой группой Свенониуса стали Nation of Ulysses. Группа была основана весной 1988, изначально состояла из 4 участников: Йэн Свенониоус — вокал и труба, Стив Кронер — гитара, Стив Гамбоа — бас гитара, Джеймс Кэнти — ударные. Позже, в 1989 году, к группе присоединился Тим Грин и группа стала называться «Nation of Ulysses» The Nation of Ulysses называли себя не рок’н’ролл группой в традиционном понимании, но «политической партией» или даже «криком освобождения» («a shout of secession»). Объясняя их намерения, Свенониус говорил: «it’s basically a new nation underground for the dispossessed youth colony. It’s all about smashing the old edifice, the monolith of rock and roll».
В 1991 году, до того, как группа издала свой первый альбом, Свенониус был выбран первым «Нахальнейшим парнем Америки» («Sassiest Boy in America») по версии молодёжного журнала Sassy Magazine. На страницах журнала он дал интервью о звучании группы и их политических взглядах.